# Polski Cement w Architekturze
Polski Cement w Architekturze – nagroda architektoniczna przyznawana przez Stowarzyszenie Producentów Cementu i Stowarzyszenie Architektów Polskich za najlepszą realizację z użyciem technologii żelbetowej, wykonaną i przekazaną do użytku do końca minionego roku. Konkurs po raz pierwszy został ogłoszony i rozstrzygnięty w 1997 r. Jego celem jest promocja architektury Polski i zarazem pokazanie możliwości twórczego użycia technologii betonowej w budownictwie.

## Laureaci
| Edycja | Rok  | Nagroda                                                                       | Laureat | Zwycięski projekt | Zwycięski projekt |        |
| ------ | ---- | ----------------------------------------------------------------------------- | --- | ----------------- | --- | ------ |
| I      | 1997 | Nagroda Główna                                                                | Dariusz Kozłowski, Wacław Stefański, Maria Miągiewicz                                                                                      |                   | Wyższe Seminarium Duchowne Zgromadzenia Zmartwychwstańców w Krakowie                                                                                       | [ 2 ]  |
| I      | 1997 | Nagroda Główna                                                                | Zdzisław Pelczarski, Wiesław Niewiadomski, Marzanna Andrzejewska, Damian Zwarycz, Danuta Bredy-Brzuchowska, Teodor Badora, Helena Więcorek |                   | I etap modernizacji Stadionu Śląskiego w Chorzowie | [ 2 ]  |
| I      | 1997 | Nagroda Główna                                                                | Andrzej Kapuścik |                   | Oddział Banku Handlowego w Warszawie S.A. w Katowicach | [ 2 ]  |
| II     | 1998 | Nagroda Główna                                                                | Jurand Jarecki, Marek Gierlotka, Stanisław Kwaśniewicz                                                                                     |                   | Biblioteka Śląska w Katowicach | [ 3 ]  |
| II     | 1998 | Nagroda Główna                                                                | Stefan Kuryłowicz, Paweł Grodzicki i Jacek Syropolski                                                                                      |                   | Biurowiec firmy Arcon Industrial Service Corporation w Warszawie                                                                                           | [ 3 ]  |
| III    | 1999 | I Nagroda                                                                     | Atelier Loegler & Partnerzy |                   | Dom pogrzebowy „Brama do Miasta Zmarłych” w Krakowie | [ 4 ]  |
| III    | 1999 | II Nagroda                                                                    | Zbigniew Sadowski, Marek Budzyński, Adam Kowalewski                                                                                        |                   | Budynek dydaktyczny Wydziału Prawa Uniwersytetu Warszawskiego przy ul. Lipowej 4 w Warszawie                                                               | [ 4 ]  |
| IV     | 2000 | I Nagroda                                                                     | Marek Budzyński, Zbigniew Badowski |                   | Biblioteka Uniwersytetu Warszawskiego w Warszawie | [ 5 ]  |
| IV     | 2000 | II Nagroda                                                                    | Studio Architektoniczne Wojciech Obtułowicz                                                                                                |                   | Biurowiec firmy Hydrotrest S.A. w Krakowie | [ 5 ]  |
| V      | 2001 | I Nagroda                                                                     | MJ GROUP Mosty i Konstrukcje |                   | Most Świętokrzyski w Warszawie | [ 6 ]  |
| V      | 2001 | II Nagroda                                                                    | Studio A4 |                   | Pawilon dydaktyczny zespołu budynków szkolnych w Mrzeżynie                                                                                                 | [ 6 ]  |
| VI     | 2002 | I Nagroda                                                                     | JEMS Architekci |                   | Budynek biurowy Agora S.A. w Warszawie | [ 7 ]  |
| VI     | 2002 | II Nagroda                                                                    | ARCH-DECO |                   | Budynek Wyższej Szkoły Zarządzania w Gdańsku | [ 7 ]  |
| VI     | 2002 | III Nagroda                                                                   | Studio S – Biuro Architektoniczne Michał Szymanowski                                                                                       |                   | Budynek produkcyjno-administracyjny firmy Pfaffenhain w Krakowie                                                                                           | [ 7 ]  |
| VI     | 2002 | Nagroda Specjalna Stowarzyszenia Producentów Betonu Towarowego                | Studio Architektoniczne Wojciech Obtułowicz                                                                                                |                   | Budynek „K” Sądu Okręgowego w Krakowie | [ 7 ]  |
| VII    | 2003 | I Nagroda                                                                     | Kuryłowicz & Associates |                   | Budynek biurowo-magazynowy firmy Reprograf w Warszawie | [ 8 ]  |
| VII    | 2003 | II Nagroda                                                                    | Paweł Handschuh, Piotr A. Chlebowski, Paweł Kobryński                                                                                      |                   | Centrum Wycieczkowe „świat Lecha” w Poznaniu | [ 8 ]  |
| VII    | 2003 | Nagroda Specjalna Stowarzyszenia Producentów Betonu Towarowego                | Kuryłowicz & Associates |                   | Budynek biurowy Centrum Królewska w Warszawie | [ 8 ]  |
| VIII   | 2004 | I Nagroda                                                                     | Yuma-Inwest |                   | Park Turystyki i Rozrywki w Nieporazie | [ 9 ]  |
| VIII   | 2004 | II Nagroda                                                                    | Bogdan Kulczyński, Paweł Pyłka, Radosław Sojka                                                                                             |                   | Centrum Olimpijskie w Warszawie | [ 9 ]  |
| VIII   | 2004 | Nagroda Specjalna Stowarzyszenia Producentów Betonu Towarowego                | Bogdan Kulczyński, Paweł Pyłka, Radosław Sojka                                                                                             |                   | Centrum Olimpijskie w Warszawie | [ 9 ]  |
| IX     | 2005 | Nagroda Główna                                                                | DDJM Biuro Architektoniczne |                   | Budynek Muzeum – Miejsce Pamięci w Bełżcu | [ 10 ] |
| IX     | 2005 | Nagroda Specjalna Stowarzyszenia Producentów Betonu Towarowego                | DDJM Biuro Architektoniczne |                   | Budynek Muzeum – Miejsce Pamięci w Bełżcu | [ 10 ] |
| X      | 2006 | Nagroda Główna                                                                | Konior Studio |                   | Gimnazjum i Ośrodek Kultury Warszawa-Białołęka | [ 11 ] |
| X      | 2006 | Nagroda Specjalna Stowarzyszenia Producentów Betonu Towarowego                | Stanisław Deńko, Robert Kuzianik, Wojciech Korbel, Marcin Przyłuski, Przemysław Skalny, Czesław Hodurek, Lesław Stryczniewicz              |                   | Audytorium Maximum Uniwersytetu Jagiellońskiego w Krakowie                                                                                                 | [ 11 ] |
| XI     | 2007 | I Nagroda                                                                     | Goczołowie Architekci, OVO Grąbczewscy Architekci                                                                                          |                   | Pawilon Paleontologiczny w Krasiejowie | [ 12 ] |
| XI     | 2007 | II Nagroda                                                                    | Stelmach i Partnerzy Biuro Architektoniczne                                                                                                |                   | Rozbudowa Wojewódzkiej Biblioteki Publicznej im. Hieronima Łopacińskiego w Lublinie                                                                        | [ 12 ] |
| XI     | 2007 | III Nagroda                                                                   | Bulanda Mucha Architekci |                   | Sali sportowa wraz z modernizacją Zespołu Szkół nr 2 w Konstancinie-Jeziornie                                                                              | [ 12 ] |
| XI     | 2007 | Nagroda Specjalna Stowarzyszenia Producentów Betonu Towarowego                | JEMS Architekci |                   | Budynek biurowy SPECTRA w Warszawie | [ 12 ] |
| XII    | 2008 | I Nagroda                                                                     | Atelier Loegler & Partnerzy |                   | Adaptacja hali sportowej przy Zespole Szkół Municypalnych w Tychach                                                                                        | [ 13 ] |
| XII    | 2008 | II Nagroda                                                                    | em JEDNACZ Architekci |                   | Dom dwurodzinny w Wilanowie | [ 13 ] |
| XII    | 2008 | Nagroda Specjalna Stowarzyszenia Producentów Betonu Towarowego                | AMC Andrzej Chołdzyński |                   | Stacja metra Plac Wilsona w Warszawie | [ 13 ] |
| XIII   | 2009 | I Nagroda                                                                     | JEMS Architekci |                   | Zagospodarowanie skweru Hoovera przy Krakowskim Przedmieściu w Warszawie                                                                                   | [ 14 ] |
| XIII   | 2009 | Nagroda Specjalna Stowarzyszenia Producentów Betonu Towarowego                | KKM Kozień Architekci |                   | Muzeum Narodowe Ziemi Przemyskiej w Przemyślu | [ 14 ] |
| XIV    | 2010 | Nagroda Główna                                                                | Archistudio Studniarek + Pilinkiewicz |                   | Sąd Okręgowy w Katowicach | [ 15 ] |
| XIV    | 2010 | Nagroda Główna                                                                | Studio Architektoniczne Wojciech Obtułowicz                                                                                                | –                 | Młodzieżowe Centrum Sportu i Edukacji w Nowej Hucie | [ 15 ] |
| XIV    | 2010 | Nagroda Specjalna Stowarzyszenia Producentów Betonu Towarowego                | Studio Architektoniczne Wojciech Obtułowicz                                                                                                | –                 | Młodzieżowe Centrum Sportu i Edukacji w Nowej Hucie | [ 15 ] |
| XV     | 2011 | Nagroda Główna                                                                | Stelmach i Partnerzy Biuro Architektoniczne                                                                                                |                   | Budynek administracyjno biurowy Sejmu RP w Warszawie | [ 16 ] |
| XV     | 2011 | Nagroda Główna                                                                | Justus Pysall, Peter Ruge, Bartłomiej Kisielewski                                                                                          |                   | Nowy budynek główny Muzeum Lotnictwa Polskiego w Krakowie                                                                                                  | [ 16 ] |
| XV     | 2011 | Nagroda Specjalna Stowarzyszenia Producentów Betonu Towarowego                | AIR Jurkowscy Architekci |                   | Osiedle Książęce w Katowicach | [ 16 ] |
| XVI    | 2012 | Nagroda Główna                                                                | HS99 |                   | Centrum Informacji Naukowej i Biblioteka Akademicka w Katowicach                                                                                           | [ 17 ] |
| XVI    | 2012 | Nagroda Specjalna Stowarzyszenia Producentów Betonu Towarowego                | MPP |                   | Zintegrowany Węzeł Przesiadkowy Wrocław Stadion | [ 17 ] |
| XVII   | 2013 | Nagroda Główna                                                                | Ultra Architects |                   | Dom nad Morzem w woj. pomorskim | [ 18 ] |
| XVII   | 2013 | Nagroda Główna                                                                | Stelmach i Partnerzy Biuro Architektoniczne                                                                                                |                   | Lubelski Park Naukowo-Technologiczny w Lublinie | [ 18 ] |
| XVII   | 2013 | Nagroda Specjalna Stowarzyszenia Producentów Betonu Towarowego                | Stelmach i Partnerzy Biuro Architektoniczne                                                                                                | –                 | Lubelski Park Naukowo-Technologiczny w Lublinie | [ 18 ] |
| XVIII  | 2014 | Nagroda Główna                                                                | JEMS Architekci |                   | Rozbudowa Biblioteki Raczyńskich w Poznaniu | [ 19 ] |
| XVIII  | 2014 | Nagroda Główna                                                                | AD Artis Emerla Wojda |                   | Brama Poznania ICHOT w Poznaniu | [ 19 ] |
| XVIII  | 2014 | Nagroda Specjalna Stowarzyszenia Producentów Betonu Towarowego                | AD Artis Emerla Wojda |                   | Brama Poznania ICHOT w Poznaniu | [ 19 ] |
| XIX    | 2015 | Nagroda Główna                                                                | Biuro Projektów Lewicki Łatak |                   | Tunel aerodynamiczny Flysport w Morach | [ 20 ] |
| XIX    | 2015 | Nagroda Główna                                                                | Konior Studio |                   | Narodowa Orkiestra Symfoniczna Polskiego Radia w Katowicach                                                                                                | [ 20 ] |
| XIX    | 2015 | Nagroda Specjalna Stowarzyszenia Producentów Betonu Towarowego                | PPW Fort |                   | Europejskie Centrum Solidarności w Gdańsku | [ 20 ] |
| XX     | 2016 | I Nagroda                                                                     | KWK Promes |                   | Dom Arka Koniecznego w Brennej | [ 21 ] |
| XX     | 2016 | II Nagroda                                                                    | DB2 Architekci |                   | Dom pod Opolem | [ 21 ] |
| XX     | 2016 | Nagrodę za całokształt działalności twórczej z użyciem technologii żelbetowej | Jadwiga Grabowska-Hawrylak |                   | – | [ 21 ] |
| XX     | 2016 | Nagroda Specjalna Stowarzyszenia Producentów Betonu Towarowego                | BBGK Architekci |                   | Muzeum Katyńskie w Warszawie | [ 21 ] |
| XXI    | 2017 | I Nagroda                                                                     | BBGK Architekci |                   | Budynek wielorodzinny przy ul. Sprzecznej 4 w Warszawie | [ 22 ] |
| XXI    | 2017 | II Nagroda                                                                    | HRA Architekci |                   | Siedziba sądu rejonowego w Siedlcach | [ 22 ] |
| XXI    | 2017 | II Nagroda                                                                    | Stelmach i Partnerzy Biuro Architektoniczne                                                                                                |                   | Teatr w Budowie, Centrum Spotkania Kultur w Lublinie | [ 22 ] |
| XXI    | 2017 | II Nagroda                                                                    | Stelmach i Partnerzy Biuro Architektoniczne                                                                                                |                   | Teatr w Budowie, Centrum Spotkania Kultur w Lublinie | [ 22 ] |
| XXI    | 2017 | Nagroda Specjalna Stowarzyszenia Producentów Betonu Towarowego                | Stelmach i Partnerzy Biuro Architektoniczne                                                                                                |                   | Teatr w Budowie, Centrum Spotkania Kultur w Lublinie | [ 22 ] |
| XXI    | 2017 | Nagrodę za całokształt działalności twórczej z użyciem technologii żelbetowej | Dariusz Kozłowski | –                 | – | [ 22 ] |
| XXII   | 2018 | I Nagroda                                                                     | Studio Architektoniczne Kwadrat |                   | Muzeum II Wojny Światowej w Gdańsku | [ 23 ] |
| XXII   | 2018 | Nagrodę za całokształt działalności twórczej z użyciem technologii żelbetowej | Romuald Loegler | –                 | – | [ 23 ] |
| XXII   | 2018 | Nagroda Specjalna Stowarzyszenia Producentów Betonu Towarowego                | Adam Wysocki DE.MATERIA |                   | Dom JRV2 w Poznaniu | [ 23 ] |
| XXIII  | 2019 | I Nagroda                                                                     | Stelmach i Partnerzy Biuro Architektoniczne                                                                                                |                   | Budynek Komisji Sejmowych w Warszawie | [ 24 ] |
| XXIII  | 2019 | II Nagroda                                                                    | Trzop Architekci |                   | Dom "Kurtyna" na Mazowszu | [ 24 ] |
| XXIII  | 2019 | II Nagroda                                                                    | JEMS Architekci |                   | Kompleks P4 z hotelem Vienna House Mokotow Warsaw w Warszawie                                                                                              | [ 24 ] |
| XXIII  | 2019 | Nagrodę za całokształt działalności twórczej z użyciem technologii żelbetowej | Marek Budzyński |                   | – | [ 24 ] |
| XXIII  | 2019 | Nagroda Specjalna Stowarzyszenia Producentów Betonu Towarowego                | Biuro Projektów Lewicki Łatak |                   | Kärcher Hala Cracovia – Centrum Sportu Niepełnosprawnych w Krakowie                                                                                        | [ 24 ] |
| XXIV   | 2020 | I Nagroda                                                                     | eM4 |                   | Pawilon Edukacyjny Kamień w Warszawie | [ 25 ] |
| XXIV   | 2020 | Nagroda Specjalna Stowarzyszenia Producentów Betonu Towarowego                | eM4 |                   | Pawilon Edukacyjny Kamień w Warszawie | [ 25 ] |
| XXIV   | 2020 | II Nagroda                                                                    | Beton House Seweryn Nogalski |                   | Dom jednorodzinny Beton House w Katowicach | [ 25 ] |
| XXIV   | 2020 | III Nagroda                                                                   | MPP |                   | Budynek biurowo-usługowy Nowy Targ we Wrocławiu | [ 25 ] |
| XXIV   | 2020 | III Nagroda                                                                   | JEMS Architekci |                   | Siedziba Transportowego Dozoru Technicznego w Warszawie | [ 25 ] |
| XXV    | 2021 | I Nagroda                                                                     | eM4 |                   | Park Miejski w Starachowicach – pawilon i aleje w dolnej części parku                                                                                      | [ 26 ] |
| XXV    | 2021 | II Nagroda                                                                    | Medusa Group |                   | Hotel Nobu w Warszawie | [ 26 ] |
| XXV    | 2021 | III Nagroda                                                                   | RS+ Robert Skitek |                   | Dom na Jednym Poziomie w Żorach | [ 26 ] |
| XXV    | 2021 | III Nagroda                                                                   | RS+ Robert Skitek |                   | Przystań kajakarska MOSM w Tychach | [ 26 ] |
| XXV    | 2021 | Nagroda Specjalna Stowarzyszenia Producentów Betonu Towarowego                | Mode:lina |                   | Amfiteatr Brain Embassy w Warszawie | [ 26 ] |
| XXVI   | 2022 | I Nagroda                                                                     | Maxberg |                   | Dom w Grzepnicy | [ 27 ] |
| XXVI   | 2022 | II Nagroda                                                                    | SLAS Architekci |                   | Rozbudowa budynku Państwowej Szkoły Muzycznej I i II stopnia im. prof. Józefa Świdra w Jastrzębiu-Zdroju o salę koncertową wraz z zagospodarowaniem terenu | [ 27 ] |
| XXVI   | 2022 | Nagroda Specjalna Stowarzyszenia Producentów Betonu Towarowego                | SLAS Architekci |                   | Rozbudowa budynku Państwowej Szkoły Muzycznej I i II stopnia im. prof. Józefa Świdra w Jastrzębiu-Zdroju o salę koncertową wraz z zagospodarowaniem terenu | [ 27 ] |
| XXVI   | 2022 | III Nagroda                                                                   | APA Wojciechowski Architekci |                   | biurowiec Skyliner w Warszawie | [ 27 ] |
| XXVI   | 2022 | III Nagroda                                                                   | Grupa 5 Architekci |                   | Centrum Biurowo-Usługowe MONOPOLIS w Łodzi | [ 27 ] |
| XXVI   | 2022 | Wyróżnienie                                                                   | Tomasz Studniarek, Małgorzata Pilinkiewicz                                                                                                 |                   | Dom (Nie)powtarzalny w województwie śląskim | [ 27 ] |
| XXVII  | 2023 | I Nagroda                                                                     | Bujnowski Architekci |                   | Izba Pamięci przy Cmentarzu Powstańców Warszawy w Warszawie                                                                                                | [ 28 ] |
| XXVII  | 2023 | II Nagroda                                                                    | Ligas Architekci Pracownia Projektowa |                   | Kino plenerowe w Suszcu | [ 28 ] |
| XXVII  | 2023 | II Nagroda                                                                    | DB2 Architekci |                   | Gimnazjon | [ 28 ] |
| XXVII  | 2023 | III Nagroda                                                                   | nie przyznano | nie przyznano     | nie przyznano | [ 28 ] |
| XXVII  | 2023 | Wyróżnienie                                                                   | INDO Architekci |                   | Yume House w Krakowie | [ 28 ] |
| XXVII  | 2023 | Nagroda Specjalna Stowarzyszenia Producentów Betonu Towarowego                | PL.architekci |                   | DOM betOnowy w okolicach Wrześni | [ 28 ] |
| XXVIII | 2024 | I Nagroda ex aequo                                                            | Archigrest i topoScape |                   | Park Akcji „Burza” pod Kopcem Powstania Warszawskiego | [ 29 ] |
| XXVIII | 2024 | I Nagroda ex aequo                                                            | WXCA |                   | Muzeum Wojska Polskiego (Pawilon Południowy) | [ 29 ] |
| XXVIII | 2024 | Wyróżnienie                                                                   | Kozień Architekci |                   | Centrum Obsługi Odwiedzających Państwowe Muzeum Auschwitz-Birkenau w Oświęcimiu                                                                            | [ 29 ] |
| XXVIII | 2024 | Wyróżnienie                                                                   | Heinle, Wischer und Partner |                   | Sąd Rejonowy w Częstochowie | [ 29 ] |
| XXVIII | 2024 | Nagroda Specjalna Stowarzyszenia Producentów Betonu Towarowego                | POLE Architekci |                   | Tatrzańskie Archiwum Planety Ziemia, Budynek Centrum Edukacji Przyrodniczej Kiry-Kościelisko                                                               | [ 29 ] |